# Cryptops sulcipes
Cryptops sulcipes är en mångfotingart som beskrevs av Chamberlin 1920. Cryptops sulcipes ingår i släktet Cryptops och familjen Cryptopidae.
Artens utbredningsområde är Fiji. Inga underarter finns listade i Catalogue of Life.